# 乗数イデアル層
乗数イデアル層（じょうすうイデアルそう、英: Multiplier ideal sheaf）とは、複素多様体上のある局所可積分条件を満たす正則関数のなすイデアル層である。解析的な対象と代数的な対象をつなぎ特異点を処理してくれる乗数イデアル層は、シン＝トゥン・ヤウによれば、現代の高次元代数幾何学において中心的な役割を演じている。
乗数イデアル層は
Nadel (1990)
によってファノ多様体上のケーラー・アインシュタイン計量の研究の中で導入された。設定は異なるが考え方自体は
Kohn (1979)
が
∂ ノイマン問題を研究した際に導入していた。可換環論の分野では
Lipman (1993)
がBriançon-Skodaの定理との関連で"adjoint ideals"という名前で導入して研究していた。

## 複素解析

### 定義
X
を複素多様体、φ
を
X
上の多重劣調和関数とする。φ
に付随する乗数イデアル層
𝒥(φ) ⊂ 𝒪X
を、正則関数
f
であって
| f |2e−2φ
がルベーグ測度で局所可積分になるようなものの層として定義する。このように定義されたイデアル層
𝒥(φ)
は解析的連接層となることが知られている。

### 諸例
(1)
正の実数
α1, ..., αp
を取って関数
φ
を
φ = log(|z1|α1 + ⋯ + |zp|αp)
で定義する。これは多重劣調和関数になっていて、その乗数イデアル層
𝒥(φ)
は、Demailly (2000, p. 37) によれば、∑
 (βi + 1)/αi > 1
を満たす
(β1, ..., βp)
による単項式
zβ1
1⋯zβp
p
たちで生成されるイデアルと等しい。
(2)
X
を滑らかな複素代数多様体（複素多様体とみる）、D = ∑
 aiDi
を有効な Q 因子とする。X
の開集合
U
をその上で
Di
が主になるようなものとし
gi
を
U
上の正則関数で
Di
を定義するようなものとする。以上の状況のもとで
U
上の関数
φD
を
{\textstyle \varphi _{D}=\sum a_{i}\log |g_{i}|}
で定義する。これは多重劣調和関数になっていて付随する乗数イデアル層
𝒥(φD)
は
{\textstyle {\mathcal {J}}(\varphi _{D})=_{\text{locally}}\left\{f\in {\mathcal {O}}_{X}\mid |f|^{2}/\prod |g_{i}|^{2a_{i}}\in L_{\mathrm {loc} }^{1}\right\}}
となる。φD
は
gi
の取り方によるが
𝒥(φD)
は
gi
の取り方によらない。
(3)
状況は(2)と同じとする。正の実数
c
をとって
U
上の関数
φD
を
{\textstyle \varphi _{D}=c\cdot \log \left(\sum |g_{i}|^{2}\right)}
で定義する。これは多重劣調和関数になっていて付随する乗数イデアル層
𝒥(φD)
は
{\textstyle {\mathcal {J}}(\varphi _{D})=_{\text{locally}}\left\{f\in {\mathcal {O}}_{X}\mid |f|^{2}/(\sum |g_{i}|^{2})^{c}\in L_{\mathrm {loc} }^{1}\right\}}
となる。

## 代数幾何
代数幾何学では次のように乗数イデアル層が定義される。X
を複素数体上の滑らかな代数多様体、D
をその上の有効な Q 因子とする。μ: X′ → X
を
D
のログ特異点解消とする。つまり
μ*D
と
μ
の例外因子を足したものが単純正規交差因子となるような滑らかな代数多様体
X′
からの射影的双有理射とする。このとき
D
の乗数イデアル層
𝒥(D)
を
{\displaystyle {\mathcal {J}}(D)=\mu _{*}{\mathcal {O}}_{X'}(K_{X'/X}-[\mu ^{*}D])}
で定義する。ここで
KX′/X
は
KX
と
KX′
をそれぞれ
X
と
X′
を標準因子とすると
KX′/X := KX′ − μ*KX
で定義される相対的標準因子、[μ*D]
は
μ*D
の係数を切り下げたものである。
𝒥(D)
はログ特異点解消の取り方によらない
𝒪X
のイデアル層になっている。D
が整数係数の因子であれば
𝒥(D) = 𝒪X(−D)
が成り立つ。
この層はログ特異点解消
X′
の上で層に川又フィーベックの消滅定理
を使いその層の順像を取ることで
X
に対する何等かの性質を得ようとするときに自然に現れる。
乗数イデアル層には
Q
因子の分数部分がどのくらい正規交差因子から違うかの情報が含まれている。